# East Aurora
East Aurora – wieś w Stanach Zjednoczonych, w stanie Nowy Jork, w hrabstwie Erie.